# Sungai Lebuh
Sungai Lebuh is een bestuurslaag in het regentschap Kerinci van de provincie Jambi, Indonesië. Sungai Lebuh telt 862 inwoners (volkstelling 2010).